# ريتشارد روبنز
ريتشارد روبنز (بالإنجليزية: Richard Robbins)‏ هو كاتب سيناريو وملحن وموسيقي ومخرج أمريكي، ولد في 4 ديسمبر 1940 في ويماوث في الولايات المتحدة، وتوفي في 7 نوفمبر 2012 في قرية رينبك في الولايات المتحدة.

## وصلات خارجية
- ريتشارد روبنز على موقع IMDb (الإنجليزية)
- ريتشارد روبنز على موقع ألو سيني (الفرنسية)
- ريتشارد روبنز على موقع ميوزك برينز (الإنجليزية)
- ريتشارد روبنز على موقع أول موفي (الإنجليزية)
- ريتشارد روبنز على موقع قاعدة بيانات الأفلام السويدية (السويدية)
- ريتشارد روبنز على موقع ديسكوغز (الإنجليزية)
- ريتشارد روبنز على موقع قاعدة بيانات الفيلم (الإنجليزية)
- ريتشارد روبنز على موقع كينوبويسك (الروسية)